# Ljudmila Ulická
Ljudmila Jevgeněvna Ulická (rusky Людмила Евгеньевна Улицкая (* 21. února 1943 Davlekanovo, Baškortostán, Ruská federace) je ruská spisovatelka a scenáristka. Protestovala proti ruské invazi na Ukrajinu a v březnu 2022 emigrovala do Německa.

## Biografie
Oba její rodiče byli přírodovědci, původně šla v jejich stopách a vystudovala biochemii a genetiku, poté, co byla propuštěna z výzkumného ústavu za šíření samizdatů, se stala spisovatelkou, překladatelkou a divadelní dramaturgyní na volné noze. V roce 1990 natočil Vladimir Grammatikov podle jejího scénáře film Sestřičky Liberty, v roce 1992 vyšla v časopise Novyj Mir její novela Soněčka, která byla záhy přeložena do řady světových jazyků a obdržela francouzskou Prix Médicis. Její historický román Daniel Stein, překladatel (rusky vyšel roku 2006) byl přeložen do šestnácti jazyků a prodalo se ho přes milion výtisků.
Je známa i svými veřejnými postoji: kritizuje Vladimira Putina a válku na Ukrajině, je členkou Výboru za čestné volby, účastnila se v roce 2014 kongresu Ukrajina — Rusko: dialog. Po vydání knihy Semja u nas i u drugich byla obviněna z porušení ruského zákona o zákazu propagace homosexuality mezi nezletilými. Je členkou dozorčí rady sdružení na podporu hospiců, roku 2007 založila vlastní humanitární nadaci, také ze svých honorářů financuje dodávání nových knih do ruských veřejných knihoven.
Je držitelkou Ruské Bookerovy ceny (rusky Русский Букер), která jí byla jako první ženě udělena roku 2001, Řádu umění a literatury (2004) a Rakouské státní ceny za evropskou literaturu (2014). Český literární časopis A2 zařadil její román Případ Kukockij mezi nejlepší světové prózy po roce 2000.

## Knihy vydané v češtině
- Soněčka a jiné povídky, Bonguard 2004
- Daniel Stein, překladatel, Paseka 2012. Překlad: Alena Machoninová[9] – Za tento román obdržela roku 2007 ruské národní literární ocenění 'Bolšaja Kniga' (rusky Большая книга)[10]
- Ženské lži, Paseka 2013
- Zelený stan, Paseka 2016[11]
- Případ Kukockij, Paseka 2019
- Jákobův žebřík, Paseka 2023